# Scott Enders
Scott Enders (né le 28 février 1989 à Edmonton dans la province de l'Alberta au Canada) est un joueur professionnel canado-italien de hockey sur glace. Il évolue au poste de défenseur.

## Carrière en club
En 2006, il commence sa carrière junior avec les Bobcats de Lloydminster de la Ligue de hockey junior de l'Alberta. Il remporte l'édition 2007 du Défi mondial junior A avec l'équipe du Canada Ouest. Un an plus tard, il poursuit un cursus universitaire dans la NCAA avec l'université de l'Alaska à Fairbanks.
Il passe professionnel en 2012 avec les Condors de Bakersfield dans l'ECHL. Il met un terme à sa carrière en 2013 et devient comptable.

## Trophées et honneurs personnels
- 2006-2007 : nommé dans l'équipe des recrues de la Ligue de hockey junior de l'Alberta.

## Statistiques
| Saison    | Équipe                  | Ligue |    | Saison régulière | Saison régulière | Saison régulière | Saison régulière | Saison régulière |   | Séries éliminatoires | Séries éliminatoires | Séries éliminatoires | Séries éliminatoires | Séries éliminatoires |
| Saison    | Équipe                  | Ligue | PJ | B                | A                | Pts              | Pun              | PJ               | B | A                    | Pts                  | Pun                  |                      |                      |
| 2006-2007 | Bobcats de Lloydminster | LHJA  | 60 | 5                | 25               | 30               | 0                | -                | - | -                    | -                    | -                    |                      |                      |
| 2007-2008 | Bobcats de Lloydminster | LHJA  | 55 | 8                | 18               | 26               | 110              | 3                | 0 | 0                    | 0                    | 6                    |                      |                      |
| 2008-2009 | Nanooks de l'Alaska     | CCHA  | 36 | 3                | 3                | 6                | 37               | -                | - | -                    | -                    | -                    |                      |                      |
| 2009-2010 | Nanooks de l'Alaska     | CCHA  | 35 | 2                | 9                | 11               | 26               | -                | - | -                    | -                    | -                    |                      |                      |
| 2010-2011 | Nanooks de l'Alaska     | CCHA  | 38 | 3                | 10               | 13               | 38               | -                | - | -                    | -                    | -                    |                      |                      |
| 2011-2012 | Nanooks de l'Alaska     | CCHA  | 35 | 1                | 10               | 11               | 45               | -                | - | -                    | -                    | -                    |                      |                      |
| 2011-2012 | Condors de Bakersfield  | ECHL  | 9  | 0                | 2                | 2                | 6                | -                | - | -                    | -                    | -                    |                      |                      |
| 2012-2013 | Condors de Bakersfield  | ECHL  | 66 | 1                | 9                | 10               | 72               | -                | - | -                    | -                    | -                    |                      |                      |